# Franz Xaver von Pausinger

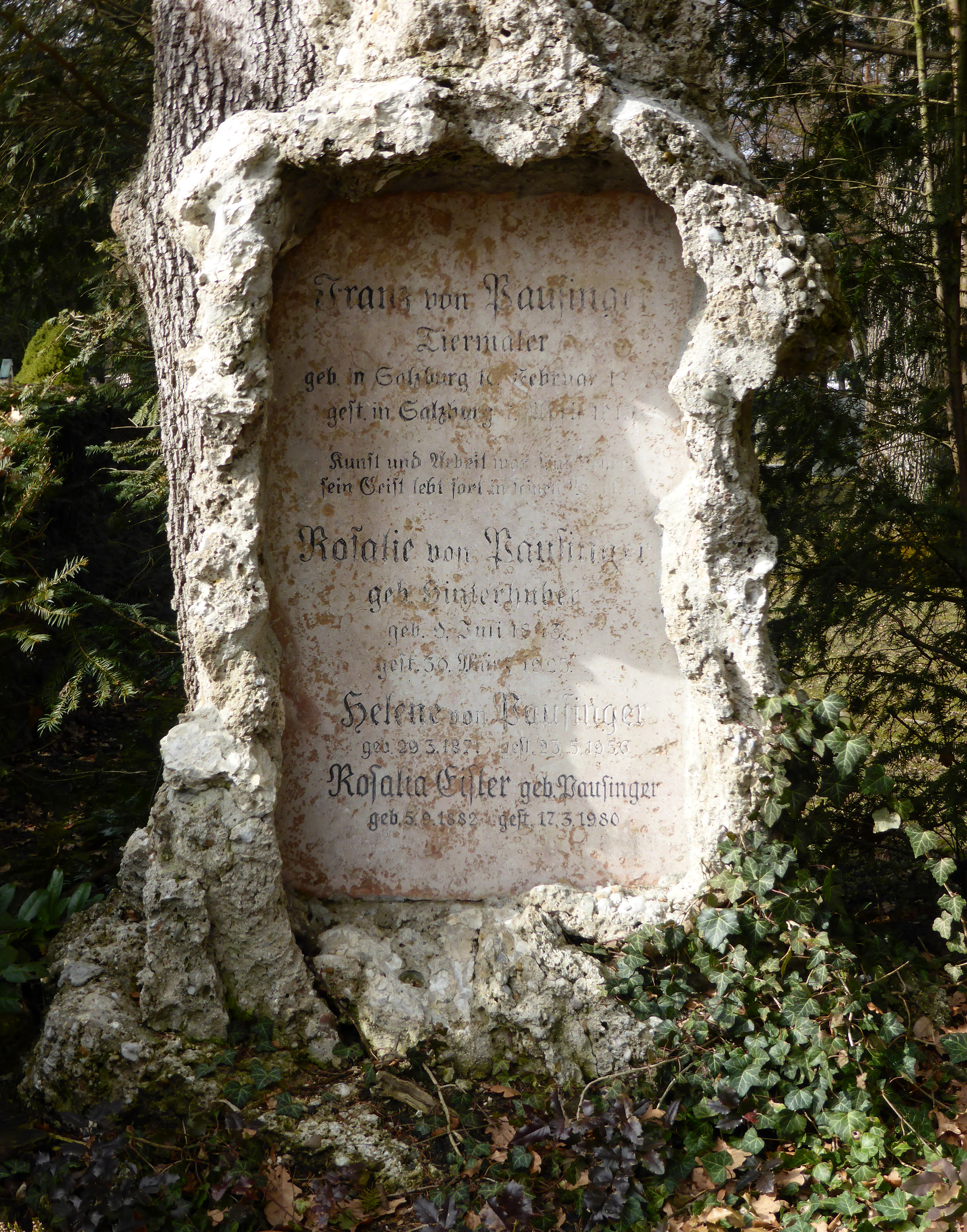
Franz Xaver von Pausingers gravplats.

Franz Xaver von Pausinger, född den 10 februari 1839 i Salzburg, död där den 7 april 1915, var en österrikisk målare.
Pausinger studerade vid akademien i Wien samt för Schirmer i Karlsruhe och Koller i Zürich. Han målade poetiska landskap och djur: Sårad stenget, Skogsinteriör (i Wiens museum), Stridande hjortar med flera. Hans bästa verk är kolteckningar och bokillustrationer (Kronprins Rudolfs resa i Orienten 1881 med flera).